# Caius Norbanus Flaccus (consul en -24)
Caius Norbanus Flaccus est sénateur et un homme politique de l'Empire romain.

## Biographie
Il est le fils de Caius Norbanus Flaccus, consul en 38 av. J.-C.
Caius Norbanus Flaccus est consul en 24 av. J.-C. avec pour collège l'empereur Auguste.
Vers les années -18/-17 ou -17/-16, il est gouverneur proconsulaire d'Asie. Il est membre des Quindecimviri sacris faciumdis.
Flaccus a épousé Cornelia Balba, la fille de Lucius Cornelius Balbus, dont il a deux fils et une fille ; Caius Norbanus Flaccus (de), consul en 15, Lucius Norbanus Balbus (en), consul en 19, et une fille, Norbana Clara.